# Песах (хозарський полководець)
Песах — хозарський полководець. Судячи з імені — іудей, ймовірно родом хозарин. Начальник області, що прилягає до Керченської протоки. Носив титул «булшиці», відомий раніше у даному регіоні, і імовірно розшифровується як «начальник гарнізону» або «збирач податків».
Близько 939 року відбив інспірований Візантією набіг руського війська на чолі «Хельгу» на хозарські володіння в Криму. За його відсутності руси захопили місто Самкерц (нині Тмутаракань). Песах не застав там руського війська та атакував кримські володіння Візантії. Захопив три міста і безліч сіл, а потім почав облогу Херсонесу. Обложені вдалися до будівництва підкопу, через який спробували атакувати хозар, але зазнали невдачі, втративши загиблими 90 людей. Взяти місто хозари також не змогли, але отримали своїх полонених та русів, які їх супроводжували. Останні були страчені. Після цього Песах продовжив переслідування Хельгу і воював із ним чотири місяці. Він повністю розбив його армію, захопив усю награбовану в Самкерці здобич і змусив князя до військового союзу проти Візантії.
Інформація про Песаха міститься в повідомленні т.з. Кембриджського документа і є найціннішим свідченням про хозарську армію, яка у докладніших ісламських джерелах зображується переважно найманою.
Фігуру Песаха пропагують антисемітськи налаштовані історики та публіцисти як ілюстрацію теорій про «єврейську загрозу». Його перемога над руською армією без серйозних підстав сприймається як завоювання Хозарією Київської Русі.